# Stammesgesetz
Stammesgesetze sind Gesetze von archaischen Stammesgesellschaften, die auf Traditionen, Religion und Mythen begründet sind. 
Beispiele sind:
- der Kanun (Albanien) aus dem 15. Jahrhundert
- dem Paschtunwali paschtunischer Stämme in Afghanistan
- die Stammesgesetze der Tschetschenen
- das "Adat" der Minangkabau aus Sumatra

Spezielle Regelungen:
- die Beschneidung wird in zahlreichen Kulturen als Initiationsritus zur Aufnahme in die Erwachsenenwelt ausgeführt und als Tabu, d. h. als unveränderliches und mit Sanktionen belegtes Stammesgesetz angesehen (Nigeria).

Als Stammesgesetze werden auch die frühmittelalterlichen Gesetzessammlungen wie die lex Baiuvariorum oder die lex Alamannorum bezeichnet: siehe germanische Stammesrechte.
Siehe auch: Clan